# Clara Che Tórtola
Clara Che Tórtola (València, 23 de juny de 1997) és una jugadora de bàsquet valenciana. Actualment juga com a base al filial del València Basket Club, NB Paterna.

## Trajectòria
Clara Che es va formar inicialment a Rafelbunyol on passà dues temporades per a després jugar a Museros, i passar finalment els cinc anys al desaparegut Ros Casares, on ja destacava en la selecció autonòmica, on ha estat membre habitual de la selecció valenciana i també de les convocatòries de la Federació Espanyola de Basquet.
L'any 2011, com a jugadora infantil del Ros Casares, fou preseleccionada per la Federació Espanyola de Bàsquet per jugar amb la selecció Sub-14 Femenina el Torneig BAM d'Eslovènia, en el qual van proclamar-se campiones.
L'estiu de 2012 amb la selecció Espanyola sub-15 Femenina es van proclamar campiones del Torneig de l'Amistat i a finals del mateix any fou convocada per la Federació Espanyola de Bàsquet per als partits internacionals.
El 2013 va fitxar per l'equip català Segle XXI conscient del seu potencial, jugant la temporada 2014/15 la Lliga Femenina 2. A l'equip Segle XXI l'han ajudat a compaginar els estudis amb el bàsquet d'alt rendiment.
A finals de 2014 amb la preselecció sub-18F, disputà el VII Torneig Internacional Ciutat de Barakaldo com a preparació de l'EuroBasket d'Eslovènia, que l'estiu de 2015, amb la selecció espanyola sub-18, obtingué la medalla d'or del campionat Europa júnior a Eslovènia.
La temporada 2015/16 fa el salt a la màxima categoria del bàsquet universitari estatunidenc, jugant a Providence, a la lliga americana NCCA. Posteriorment juga al CD Zamarat.
El 2022 juga amb el NB Paterna, filial del València Basket Club, equip amb que debutà en la màxima categoria.

## Trajectòria esportiva
- 2005/06. Rafelbunyol[16]
- 2006/07. Rafelbunyol
- 2008/09. Museros.[16]
- 2009/10. Ros Casares.[16]
- 2010/11. Ros Casares.
- 2011/12. Ros Casares.
- 2012/13. Ros Casares.
- 2013/14. Ros Casares.
- 2014/15. Segle XXI.[17]